# Molly Malone (attrice)
Molly Malone, nata Violet Isabel Malone (7 dicembre 1888 – Los Angeles, 14 febbraio 1952), è stata un'attrice statunitense che lavorò nel cinema all'epoca del muto.
Protagonista di commedie e di western, nella sua carriera, durata dal 1917 al 1929, fu diretta - tra gli altri - da John Ford e Clarence Badger.

## Biografia
Suo padre Lewis Malone lavorava per l'industria metallurgica, sua madre Violet St. John era figlia di immigrati che venivano dall'Inghilterra. Nata nel Wisconsin, iniziò la sua carriera cinematografica relativamente tardi nel 1916 all'Universal Film Manufacturing Company. Venne notata da Roscoe "Fatty" Arbuckle, per il quale girò numerosi film.

## Filmografia
- Mountain Blood, regia di George Cochrane (1916)
- The Timber Wolf, regia di George Cochrane (1916)
- A Mountain Nymph (1916)
- The Lawyer's Secret, regia di George Cochrane (1916)
- The Red Stain, regia di George Cochrane (1917)
- The Girl Who Lost, regia di George Cochrane (1917)
- The Pulse of Life, regia di Rex Ingram (1917)
- The Tell Tale Clue, regia di George Cochrane (1917)
- The Girl in the Garret, regia di George Cochrane (1917)
- The Phantom's Secret, regia di Charles Swickard (1917)
- To Be or Not to Be Married, regia di Louis Chaudet (1917)
- The Thief Maker, regia di George Cochrane (1917)
- Bartered Youth, regia di William V. Mong (1917)
- The Girl in the Limousine, regia di George Cochrane (1917)
- The Car of Chance, regia di William Worthington (1917)
- The Rescue, regia di Ida May Park (1917)
- Il pastore di anime (The Soul Herder), regia di Jack Ford (1917)
- Centro! (Straight Shooting), regia di John Ford (1917)
- The Pullman Mystery, regia di Charles Swickard (1917)
- Un uomo segnato (A Marked Man), regia di Jack Ford (1917)
- All'assalto del viale (Bucking Broadway), regia di Jack Ford (John Ford) (1917)
- I cavalieri fantasma (The Phantom Riders), regia di Jack Ford (1918)
- Donne selvagge (Wild Women), regia di Jack Ford (John Ford) (1918)
- L'oro dei ladri  (Thieves' Gold), regia di Jack Ford (1918)
- Adventurous Ambrose, regia di Walter S. Fredericks (1918)
- La goccia scarlatta (The Scarlet Drop), regia di John Ford (1918))
- Indemoniato (Hell Bent), regia di John Ford (1918)
- Rivoluzione in gonnella (The Spite Bride), regia di Charles Giblyn (1919)
- It's a Great Life, regia di E. Mason Hopper (1920)
- Made in Heaven, regia di Victor Schertzinger (1921)
- Il vecchio nido (The Old Nest), regia di Reginald Barker (1921)
- Bucking the Line, regia di Carl Harbaugh (1921)
- Blaze Away, regia di William Hughes Curran (1922)
- Court Plaster, regia di Gilbert Pratt (1924)